# Patryk Małecki
Pour les articles homonymes, voir Małecki.
Patryk Adrian Małecki, né le 1er août 1988 à Suwałki, est un footballeur polonais. Il est attaquant au Zagłębie Sosnowiec.

## Carrière

### Palmarès
- Vice-champion de Pologne : 2006
- Champion de Pologne : 2009 et 2011